# Joe Weider
Josef Edwin „Joe“ Weider (* 29. November 1919 in Montreal, Quebec; † 23. März 2013 in Los Angeles, Vereinigte Staaten) war ein kanadischer Unternehmer, Bodybuilder und Pionier des Kraftsports.

## Leben
Weider stammte aus einer jüdische Familie, die aus Polen nach Kanada eingewandert war. Er selbst wuchs im kanadischen Québec auf und interessierte sich bereits sehr früh für Kraftsport, den er zu Anfang mit Hilfe von selbstgebauten Hanteln aus Autoreifen betrieb. Mit 14 Jahren veröffentlichte er schließlich die erste Ausgabe der heute international bekannten Fachzeitschrift Muscle & Fitness.
Im Jahr 1946 gründete er mit seinem Bruder Ben Weider die heutige International Federation of Bodybuilding & Fitness (IFBB) und rief den renommierten Wettbewerb Mr. Olympia ins Leben. In den 1950er Jahren lernte er seine spätere Ehefrau Betty Brosmer kennen, die als hochdotiertes Pin-Up-Girl bekannt war und ihn im Jahr 1961 heiratete. Seinen finanziellen Durchbruch hatte er als Wegbereiter des professionellen Bodybuilding mit der Veranstaltung internationaler Wettbewerbe und der Veröffentlichung zahlreicher Fachzeitschriften sowie Trainingsprogrammen. Zudem etablierte er als Erster den Versandhandel von Nahrungsergänzungsmitteln für Bodybuilder. Ab den 1970er Jahren betätigte er sich des Weiteren als Förderer von Arnold Schwarzenegger, den er erstmals im Jahr 1968 in die Vereinigten Staaten zum Trainieren eingeladen hatte. Der Filmemacher James Bidgood veröffentlichte viele Fotografien in seiner Zeit als Fotograf in den Magazinen von Weider.
Am 23. März 2013 starb Weider an Herzinsuffizienz.

## Film
2018 verfilmte Regisseur George Gallo das Leben von Joe und Ben Weider unter dem Titel Bigger – Die Joe Weider Story.